# Franklin County (Missouri)
Das Franklin County ist ein County im US-amerikanischen Bundesstaat Missouri. Im Jahr 2020 hatte das County 104.682 Einwohner und eine Bevölkerungsdichte von 43,8 Einwohnern pro Quadratkilometer. Der Verwaltungssitz (County Seat) ist Union.
Das Franklin County ist Bestandteil der Metropolregion Greater St. Louis.

## Geografie
Das County liegt im Osten von Missouri am Südufer des unteren Missouri River. Es ist etwa 40 km von Illinois entfernt und hat eine Fläche von 2410 Quadratkilometern, wovon 20 Quadratkilometer Wasserfläche sind. An das Franklin County grenzen folgende Nachbarcountys:
|                  | Warren County | St. Charles County, St. Louis County |
| Gasconade County |               | Jefferson County                     |
| Crawford County  |               | Washington County                    |

## Geschichte

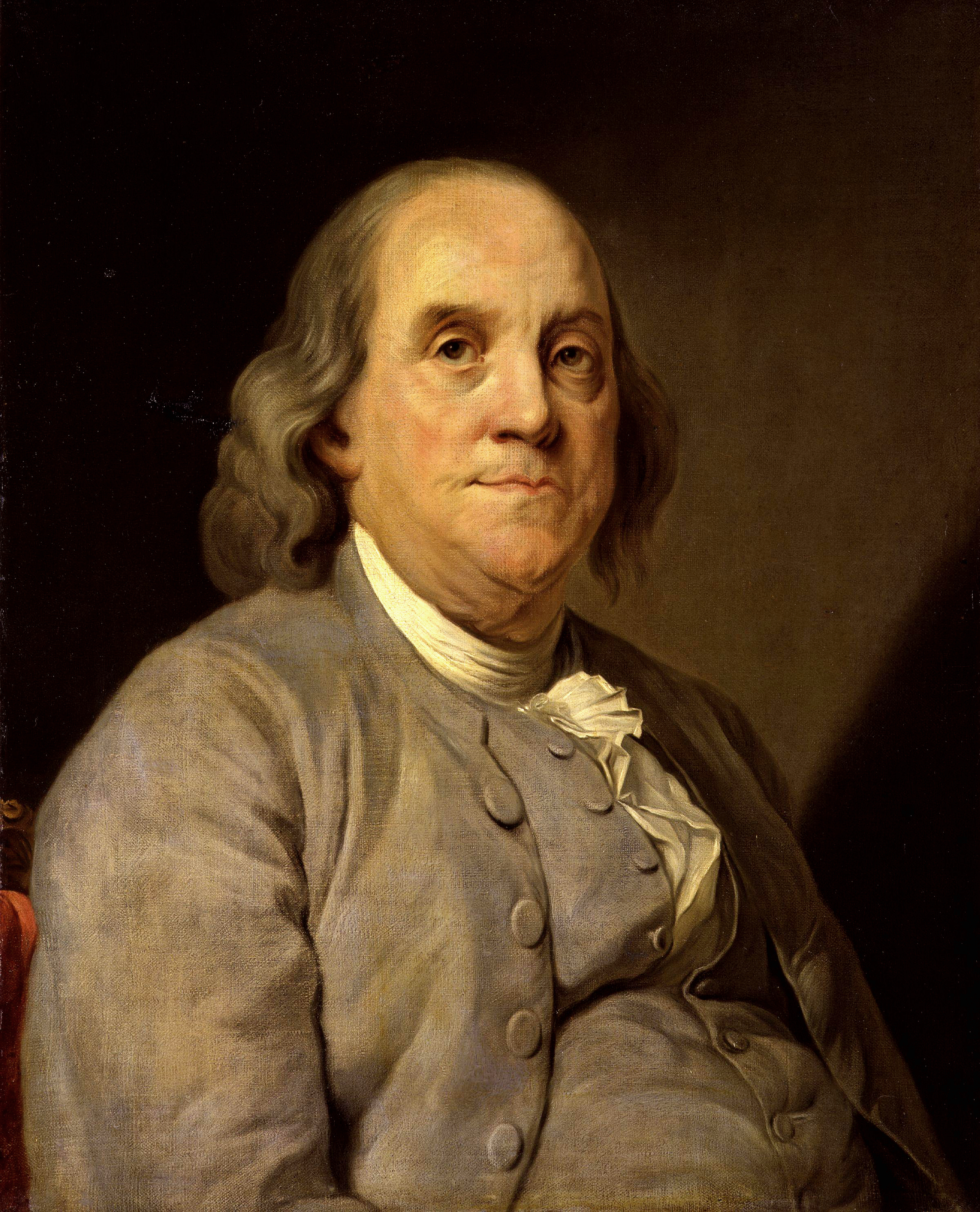
B. Franklin

Das Franklin County wurde am 11. Dezember 1818 aus ehemaligen Teilen des St. Louis County gebildet. Benannt wurde es nach Benjamin Franklin (1706–1790), einem der Gründerväter der Vereinigten Staaten.
60 Bauwerke und Stätten des Countys sind im National Register of Historic Places eingetragen (Stand 5. Februar 2018).

## Demografische Daten
Nach der Volkszählung im Jahr 2010 lebten im Franklin County 101.492 Menschen in 38.104 Haushalten. Die Bevölkerungsdichte betrug 42,5 Einwohner pro Quadratkilometer. In den 38.104 Haushalten lebten statistisch je 2,60 Personen.
Ethnisch betrachtet setzte sich die Bevölkerung zusammen aus 96,8 Prozent Weißen, 0,8 Prozent Afroamerikanern, 0,3 Prozent amerikanischen Ureinwohnern, 0,4 Prozent Asiaten sowie aus anderen ethnischen Gruppen; 1,2 Prozent stammten von zwei oder mehr Ethnien ab. Unabhängig von der ethnischen Zugehörigkeit waren 1,4 Prozent der Bevölkerung spanischer oder lateinamerikanischer Abstammung.
24,7 Prozent der Bevölkerung waren unter 18 Jahre alt, 61,5 Prozent waren zwischen 18 und 64 und 13,8 Prozent waren 65 Jahre oder älter. 50,4 Prozent der Bevölkerung war weiblich.
Das jährliche Durchschnittseinkommen eines Haushalts lag bei 49.034 USD. Das Prokopfeinkommen betrug 23.469 USD. 11,0 Prozent der Einwohner lebten unterhalb der Armutsgrenze.

## Ortschaften im Franklin County
| Citys - Berger - Gerald - New Haven - Pacific1 | 0 - St. Clair - Sullivan2 - Union - Washington | Villages - Leslie - Miramiguoa Park - Oak Grove Village - Parkway |

Census-designated places (CDP)
- Gray Summit
- Villa Ridge

Unincorporated Communities
| - Aeiker Ford - Anaconda - Beaufort - Beemont - Boles - Campbellton - Catawissa - Caseyville - Champion City - Clover Bottom | - Detmold - Dissen - Dundee - Elmont - Etlah - Fourmile Corner - Gildehouse - Greenstreet - Japan - Jeffriesburg | - Kiel - Kohl City - Krakow - Labadie - Laubinger Ford - Lonedell - Luebbering - Lyon - Maupin - Millrock Ford | - Moselle - Mount Hope - Neier - Noser Mill - Oetters - Peters Ford - Petersville - Piney Park - Plum Ford - Port Hudson | - Prater - Robertsville - Rock Ford - Schmitt Ford - Spring Bluff - St. Albans - Stanton - Strain - Twin Springs |

1 – teilweise im St. Louis County

2 – teilweise im Crawford County

## Gliederung
Das Franklin County ist in zwölf Townships eingeteilt:
| Township            | Einwohner (2010) | FIPS     |
| ------------------- | ---------------- | -------- |
| Boeuf Township      | 2246             | 29-06796 |
| Boles Township      | 18.108           | 29-06958 |
| Boone Township      | 5401             | 29-07192 |
| Calvey Township     | 5362             | 29-10630 |
| Central Township    | 14.054           | 29-12754 |
| Lyon Township       | 3816             | 29-44714 |
| Meramec Township    | 9382             | 29-47396 |
| New Haven Township  | 2089             | 29-51932 |
| Prairie Township    | 4034             | 29-59528 |
| St. Johns Township  | 5078             | 29-64496 |
| Union Township      | 17.940           | 29-74644 |
| Washington Township | 13.982           | 29-77434 |